# Mitcheldean
Mitcheldean är en stad och en civil parish i Forest of Dean i Gloucestershire i England. Orten har 2 783 invånare (2011). Staden nämndes i Domedagsboken (Domesday Book) år 1086, och kallades då Dene.